# Vytautas Lukša
Vytautas Lukša (Alytus, 14 agosto 1984) è un ex calciatore lituano, di ruolo centrocampista.

## Palmarès

### Competizioni nazionali
- Coppa di Lituania: 4

FBK Kaunas: 2007-2008
Žalgiris: 2014-2015, 2015-2016, 2016
- Campionato lituano: 3

Ekranas: 2012
Žalgiris: 2015, 2016
- Supercoppa di Lituania: 3

Žalgiris: 2015, 2016, 2017

### Competizioni regionali
- Baltic League: 1

FBK Kaunas: 2008